# Time Stalkers
Time Stalkers, également connu sous le nom Climax Landers (クライマックス ランダーズ) au Japon, est jeu vidéo de rôle sorti en 1999 sur Dreamcast. Le jeu apporte des aspects crossover issus de plusieurs jeux de Climax Entertainment.

## Système de jeu
Time Stalkers est un rogue-like typique. Le jeu emprunte également des éléments de Dragon Quest V car le joueur peut recruter des ennemis. Le joueur peut transporter jusqu'à 8 monstres, mais n'est autorisé qu'à en posséder deux lors des combats.